# Championnat du monde de polo 2008
Navigation
Édition précédente Édition suivante
Le championnat du monde de polo 2008, huitième édition du championnat du monde de polo, a lieu du 21 avril au 3 mai 2008 au Campo Marte - Club de Polo Tecamac, à Mexico, au Mexique. Il est remporté par le Chili.

## Qualifications
Pour rendre hommage à la popularité croissante de ce sport, la FIP a augmenté le nombre de participants de façon significative. En prélude au championnat du monde, 30 équipes dans quatre tournois de qualification se sont retrouvées de février à mai 2007, les huit finalistes étant sélectionnés pour le championnat du monde.

### Dates
- Amérique du Sud: du 7 au 17 février 2007 à Punta del Este, en Uruguay
- Asie, Océanie, Afrique: du 25 février au 4 mars 2007 à Auckland, en Nouvelle-Zélande
- Europe: du 19 au 29 avril 2007 à Sotogrande, en Espagne
- Amérique du Nord et Centrale: du 28 avril au 6 mai 2007 à Tecamac, au Mexique

## Equipes participantes

### Groupe A
| - Chili - Alejandro Vial (Coach) - Martin Iturrate (Hcp 3) - Matías Vial Perez (5) - Juan E. L. Sarolla (3) - Alejandro Vial Perez (5) - Juan P. V. Larrain (3) - Recaredo O. Vega (1) - Santiago Pereira (1) - Matias U. Ureta (1) - Romano Vercellino (3) - Antonio Pereira (5) | - Canada - Steve Dalton (Coach, Manager) - Dave Offen (Coach, Manager) - Marcelo R. Abbiati (Hcp 5) - Kyle Fargey (2) - Cody Offen (2) - Robert Stenzel (2) - Brandon Phillips (5) - Deyelle Fargey (2) | - Nouvelle-Zélande - Cody Forsyth (Coach) - Richard Hunt (Manager) - Craig Wilson (Hcp 6) - Michael Henderson (4) - Tom Hunt (3) - David Miller (3) - Robert Watson (5) - Lochie Hunter (4) - Kit Brooks (3) | - Espagne - Benjamin Araya (Coach) - Mario G. Durán (Hcp 3) - Ignacio Domecq Urquilo (4) - Nicolás Álvarez Cervera (3) - Pascual Saenz de Vicuña (3) - Gonzaga Valdéz (3) |

### Groupe B
| - Brésil - Marcelo Junqueira (Coach) - Carlos E. Soares - Gustavo Toledo - Caio Siquini - Goncalo Maltarazzo - André Luiz Junqueira - Pedro H. Ganon - Renato Diniz Junqueira | - Angleterre - Nina Clarkin (Hcp 3) - George Meyrick (4) - John Martin (2) - Edward G. Hitchman (3) - Henry Fisher (3) - Tom Morley (5) | - Mexique - Diego Solorzano (Hcp 4) - Alejandro G. de Parada (3) - Valerio Aguilar (5) - Diego V. Villareal (2) - Oskar Garibay (4) - Julio Gracida (5) - Carlos Gracida Jun. (1) - Jesus Solorzano Jun. (2) - Ulysses Escapite (3) - Eloy Escapite Jesus (5) | - Afrique du Sud - Guy Watson (Hcp 5) - Terence Spilsbury (3) - Gary Spilsbury (2) - Selby Williamson (5) - John Eustace (4) - Clive Millman (3) - Crispin Cheadle (1) - Michael-John Marlton (4) |

## Résultats
Le championnat a été divisé en deux groupes. Le premier du groupe A joue la demi-finale avec le deuxième du groupe B et vice-versa. Puis les vainqueurs des demi-finales participent à la finale et les perdants à une rencontre pour déterminer le troisième du championnat.

### Groupe A
| Date     | Équipe 1         | Équipe 2         | Score    |
| -------- | ---------------- | ---------------- | -------- |
| 24 avril | Nouvelle-Zélande | Canada           | 5 – 4,5  |
| 24 avril | Espagne          | Chili            | 5 – 6    |
| 27 avril | Espagne          | Nouvelle-Zélande | 8 – 7    |
| 27 avril | Chili            | Canada           | 8 – 6    |
| 29 avril | Espagne          | Canada           | 9 – 6    |
| 29 avril | Nouvelle-Zélande | Chili            | 6 – 14,5 |

| Position | Equipe           | PJ | PG | PE | PP | SM   | SE | Dif  | Points |
| -------- | ---------------- | -- | -- | -- | -- | ---- | -- | ---- | ------ |
| 1        | Chili            | 3  | 3  | 0  | 0  | 28,5 | 19 | +9,5 | 8      |
| 2        | Espagne          | 3  | 2  | 0  | 1  | 22   | 19 | +3   | 6      |
| 3        | Nouvelle-Zélande | 3  | 1  | 0  | 2  | 19   | 27 | -8   | 4      |
| 4        | Canada           | 3  | 0  | 0  | 3  | 16,5 | 22 | -5,5 | 2      |

Note:
- PJ = Partie jouée - PG = Partie gagnée - PE = Partie égalité - PP = Partie perdue - SM = Score marqué - SE = Score encaissé - Dif = différence de score marqué et encaissé

### Groupe B
| Date     | Équipe 1       | Équipe 2       | Score   |
| -------- | -------------- | -------------- | ------- |
| 24 avril | Angleterre     | Brésil         | 5 – 7   |
| 24 avril | Mexique        | Afrique du Sud | 9 – 5   |
| 26 avril | Mexique        | Angleterre     | 9 – 8   |
| 27 avril | Afrique du Sud | Brésil         | 6 – 7   |
| 29 avril | Mexique        | Brésil         | 5 – 8   |
| 29 avril | Angleterre     | Afrique du Sud | 4 – 4,5 |

| Position | Equipe         | PJ | PG | PE | PP | SM   | SE   | Dif  | Points |
| -------- | -------------- | -- | -- | -- | -- | ---- | ---- | ---- | ------ |
| 1        | Brésil         | 3  | 3  | 0  | 0  | 22   | 16   | +6   | 8      |
| 2        | Mexique        | 3  | 2  | 0  | 1  | 23   | 21   | +2   | 6      |
| 3        | Afrique du Sud | 3  | 1  | 0  | 2  | 15,5 | 20   | -4,5 | 2      |
| 4        | Angleterre     | 3  | 0  | 0  | 3  | 17   | 20,5 | -3,5 | 2      |

Note:
- PJ = Partie jouée - PG = Partie gagnée - PE = Partie égalité - PP = Partie perdue - SM = Score marqué - SE = Score encaissé - Dif = différence de score marqué et encaissé

### Demi-finale
| Date    | Équipe 1 | Équipe 2 | Score  |
| ------- | -------- | -------- | ------ |
| 1er mai | Brésil   | Espagne  | 7 – 5  |
| 1er mai | Chili    | Mexique  | 10 – 4 |

### Partie pour la troisième place
| Date  | Équipe 1 | Équipe 2 | Score   |
| ----- | -------- | -------- | ------- |
| 3 mai | Mexique  | Espagne  | 13 – 12 |

### Finale
| Date  | Équipe 1 | Équipe 2 | Score  |
| ----- | -------- | -------- | ------ |
| 3 mai | Chili    | Brésil   | 11 – 9 |

### Classement final
| Position | Équipe           |
| -------- | ---------------- |
| 1        | Chili            |
| 2        | Brésil           |
| 3        | Mexique          |
| 4        | Espagne          |
| 5        | Afrique du Sud   |
| 6        | Nouvelle-Zélande |
| 7        | Angleterre       |
| 8        | Canada           |